# Крајшићи
Крајшићи су насељено мјесто у општини Соколац, Република Српска, БиХ. На попису становништва 1991. у њему је живјело 33 становникa.

## Историја
Насељено мјесто Крајшићи је до 1992. комплетно припадало предратној општини Олово. Током рата у Босни и Херцеговини оно се нашло на првој линији фронта двије зараћене стране. Након овог рата, мањи дио села је припао Републици Српској и административно је прикључено општини Соколац.

## Становништво
| Националност | 1991. |
| Срби         | 33    |
| остали       | 0     |
| Укупно       | 33    |